# 古潭八幡神社
古潭八幡神社（こたんはちまんじんじゃ）は、北海道石狩市厚田区古潭のヲショロコツ高台に所在する神社。
旧社格は郷社。祭神は誉田別命（ほんだわけのみこと）。

## 歴史
1872年（明治5年）5月、創建。しかし境内の手水石や狛犬、灯籠といった奉納品は、江戸時代であった1840年代から1850年代にかけてのものである。これらは元来崖下にあったヲショロコツ運上屋の弁天社に由来するといわれる。
1875年（明治8年）、郷社と公称する。同年10月に現在地へ移転。
1880年（明治13年）、一帯が大嵐に見舞われ、押琴湾に避難した弁財船三十数隻はのきなみ転覆し、久吉丸だけが難を逃れる。1881年（明治14年）、久吉丸を守護してくれた礼として、大阪から神輿が奉納される。
1900年（明治33年）、本殿と拝殿を改築する。
1911年（明治44年）4月、漁業不振のため維持困難となった嶺泊の春日神社の祭神・武甕槌神を合祀する。